# 巴拉克·奥巴马棕褐色西装争议

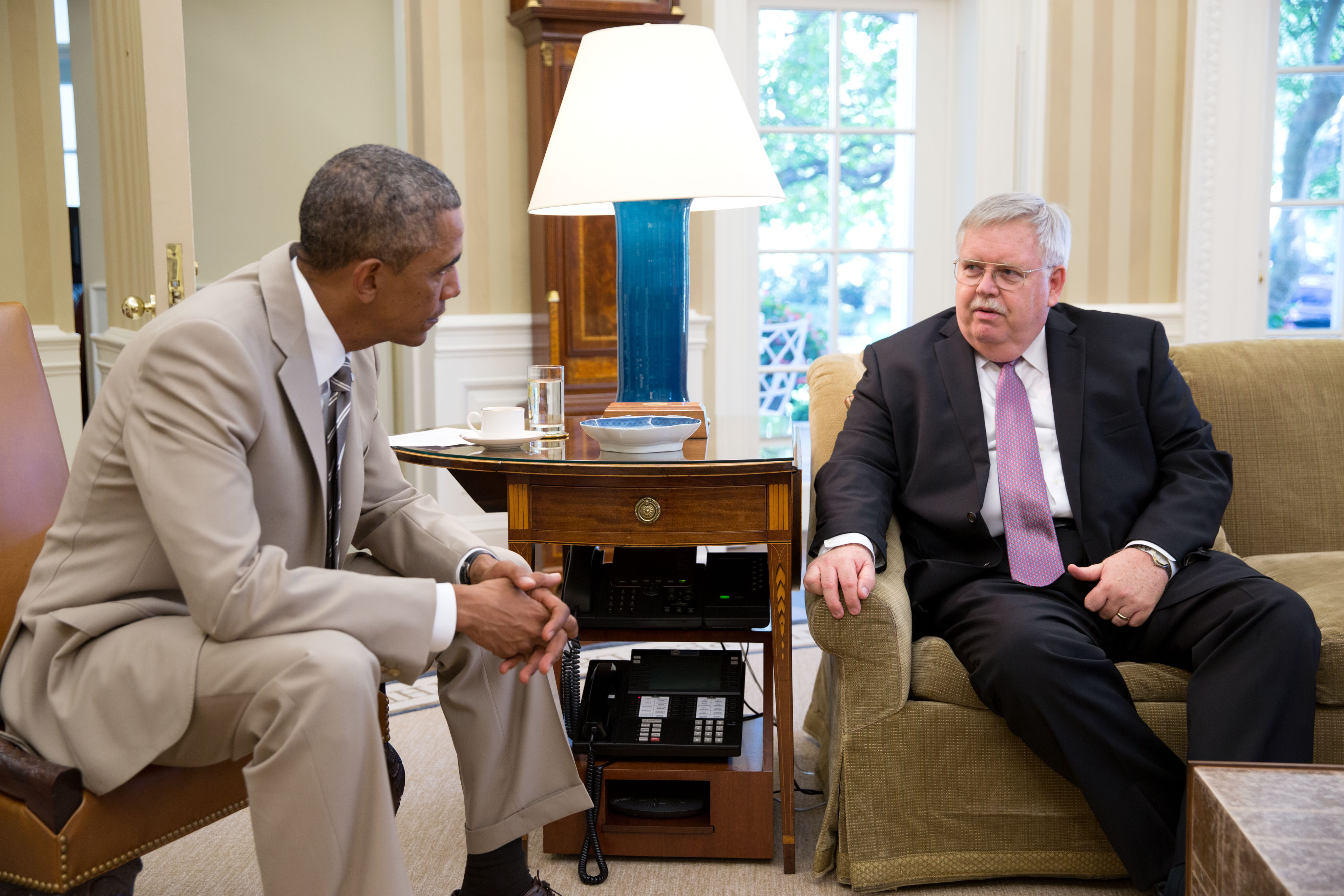
2014年8月28日下午2:49，奥巴马在椭圆形办公室会见美国驻俄罗斯大使约翰·F·特福特。

2014年8月28日，美国总统巴拉克·奥巴马举行现场新闻发布会，讨论了升级美国对叙利亚伊斯兰国军事打击的可能性。发布会上，他身着棕褐色西装，这在当时对奥巴马以及当时的许多政客来说都是比较罕见的。这一套西装引发了广泛关注，媒体围绕其是否适合恐怖主义这一议题展开了讨论。此问题持续多日，并在脱口秀节目中被以幽默的方式进行讨论。

## 背景
2014年8月28日，巴拉克·奥巴马就叙利亚境内伊斯兰国局势以及美军的应对计划召开了一次新闻发布会。在会上，奥巴马表示美国尚未制定出消灭伊斯兰国的具体计划，并详细阐述了他对该地区局势的担忧。发布会期间，他身穿一套浅褐色西装，这对奥巴马来说在当时并不常见。
保守派评论员兼福克斯商业新闻电视台主持人卢·多布斯认为，这套西装“让很多人感到震惊”。这场争议是在2014年选举前新闻淡季的背景下发生的。从着装角度来看，这套西装的评价褒贬不一。
当时，人们对男性领导人穿着打扮的异常关注被拿来与他在2008年民主党初选中的对手希拉里·克林顿作为女性政客所“经常经历”的类似关注进行对比。

## 各界反应
美国众议员、共和党成员彼得·金认为，总统所穿西装的颜色与恐怖主义这一议题相结合，显得“不具总统风范”。他继续说道：“我认为，我们任何人都无法为总统昨天的所作所为辩解。毕竟，全世界都在关注。”。
记者和政治评论员们拿这套棕褐色西装开玩笑，借用了奥巴马的口号“是的，我们能”和其著作《无畏的希望》进行文字游戏，变成了“是的，我们棕褐”和“无畏的褐色”。后者是对奥巴马所著《无畏的希望》的戏仿，曾在2010年白宫办公室由迈克尔·S·史密斯重新装修时就被媒体使用过，当时装修中使用了显眼的褐灰色地毯和相似的柔和色调家具，包括阿里安娜·赫芬顿在内的一些人对此进行了调侃式批评。
《纽约时报》的时尚记者凡妮莎·弗里德曼指出，在讨论叙利亚“模棱两可的军事政策”时，选择穿棕褐色西装是一个“特别奇怪的选择”。
在新闻发布会的第二天，白宫新闻秘书乔希·欧内斯特表示，奥巴马对自己穿这套西装的决定“感觉相当不错”。曾为奥巴马制作过西装的时装设计师约瑟夫·阿布德称赞了这一选择，说道：“你不可能一辈子每天都穿得一模一样，那太无聊了。”。多家新闻媒体指出，其他美国总统也曾穿过棕褐色西装，包括罗纳德·里根和比尔·克林顿。还有评论指出，有关这套西装的讨论反而掩盖了发布会本身更重要的内容（即美国打击ISIS的战略）。

## 後續影響
这场争议被认为是对一个相对琐碎细节给予过度关注的典型例子，也被视为当时新闻周期相对自由的象征。奥巴马曾多次拿这场棕褐色西装争议开玩笑。
唐纳德·特朗普执政期间，批评特朗普的人常常提到棕褐色西装争议，以此来对比奥巴马与特朗普之间的差异。这些批评者指出，在奥巴马政府时期，媒体对这样一个琐碎问题投入了大量关注，而相比之下，特朗普在任期间打破多项政治规范的行为却往往未受到同等程度的报道。他们认为，这一事件揭示了媒体在报道奥巴马与特朗普总统任期时的不同态度和标准。
在2021年8月奥巴马60岁生日这周，恰逢争议七周年之际，美国总统乔·拜登在一场新闻发布会上也穿上了一套棕褐色西装。这一举动被广泛解读为对当年那场争议的调侃或回击，引发媒体热议。
2022年9月7日，在白宫举行的奥巴马官方肖像揭幕仪式上，奥巴马再次拿棕褐色西装争议开玩笑。
2024年8月19日，即2024年民主党全国代表大会的第一天，副总统兼党内候选人卡马拉·哈里斯身着棕褐色西装亮相，此举也被媒体解读为对当年争议的讽刺。同年8月28日，恰逢争议十周年之际，奥巴马在社交媒体上发布了一张他与哈里斯分别穿着棕褐色西装的对比照片，并配文：“一切是如何开始的。进展如何。十年后，看起来仍然很好！#IWillVote.com”。